# Chenouda III (pape copte)
Chenouda III (arabe : شنودة الثالث ; copte : Ⲡⲁⲡⲁ Ⲁⲃⲃⲁ Ϣⲉⲛⲟⲩϯ ⲅ̅), de son nom de naissance Nazir Gayed Roufaïl (arabe : نظير جيد روفائيل), né à Abnoub (gouvernorat d'Assiout) le 3 août 1923 et mort au Caire le 17 mars 2012, est un universitaire, religieux et ecclésiastique égyptien. Il est le 117e primat — pape d'Alexandrie et patriarche de toute l'Afrique et du siège de saint Marc — de l'Église copte orthodoxe, successeur de saint Marc sur le trône papal d'Alexandrie, en fonctions du 14 novembre 1971 au 17 mars 2012.
Outre l'orthographe Chenouda, on peut rencontrer Chénouda, ou Shenouda. La forme francisée est Chenouté ou Chénouté, mais n'est guère employée que pour le moine écrivain mort en 466. La forme latine est Sinuthius.

## Biographie
Nazir Gayed Roufaïl est né près d'Assiout en 1923. Il étudie l’histoire et l’archéologie à l’université du Caire et la théologie au séminaire copte du Caire, où il enseignera. Professeur d’exégèse et de dogmatisme, il est nommé collaborateur puis directeur de la revue de l'École du Dimanche. Il entre par la suite au monastère des Syriens où il prend le nom d’Antonius al-Souriani. Il y est ordonné prêtre en 1955 et consacré évêque en 1962. Enfin, en novembre 1971, il est élu et intronisé pape d’Alexandrie et patriarche du Siège de saint Marc.

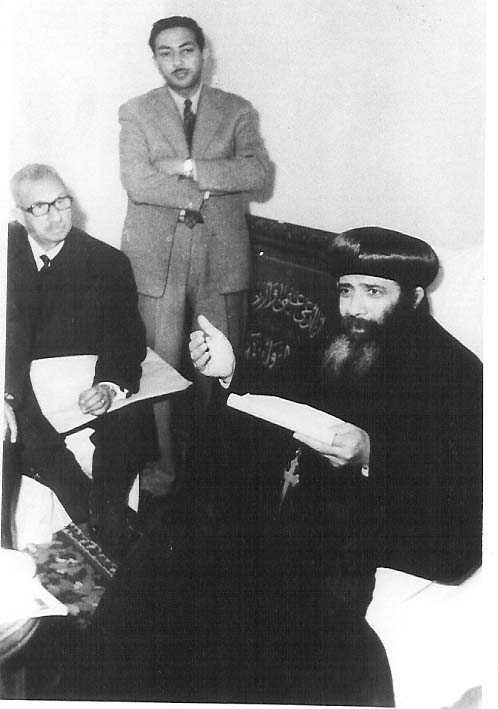
Nazir Gayed Roufaïl (futur Chénouda III) avec Pahor Labib, directeur de musée copte du Caire (1962).

Pendant son long patriarcat, il écrit de nombreux ouvrages de morale, de patristique et d’ecclésiologie. Son règne est marqué par une rénovation profonde de l'administration de l'Église et une expansion sans précédent notamment dans les pays de la diaspora. L'Église copte connaît une expansion importante - notamment aux États-Unis, en Australie et en Nouvelle-Zélande. Elle en revendique dix millions en Égypte et à l'étranger.
Entre septembre 1981 et 1985, il est assigné à résidence au monastère Saint-Bishoy. Il a en effet été exilé d'Égypte par le président Anouar el-Sadate pour avoir refusé de conduire une célébration de Pâques, et ne revient au pays qu'à la suite de l'assassinat de ce dernier,.
En 1991, il est élu membre de la présidence du Conseil œcuménique des Églises, dont le siège est à Genève. Il est également élu président du Conseil des Églises du Moyen-Orient à Chypre en 1994.
Chenouda III est titulaire de nombreuses décorations et distinctions dont le prix UNESCO-Madanjeet Singh pour la promotion de la tolérance et de la non-violence en 2000 , sur recommandation d’un jury international. « Le Patriarche Chenouda est un religieux qui se consacre à la promotion de la tolérance. Nous pensons que la religion est un domaine où la tolérance doit être particulièrement encouragée car c’est souvent là qu’elle manque le plus », avait déclaré la présidente de ce jury, Tanella Boni.

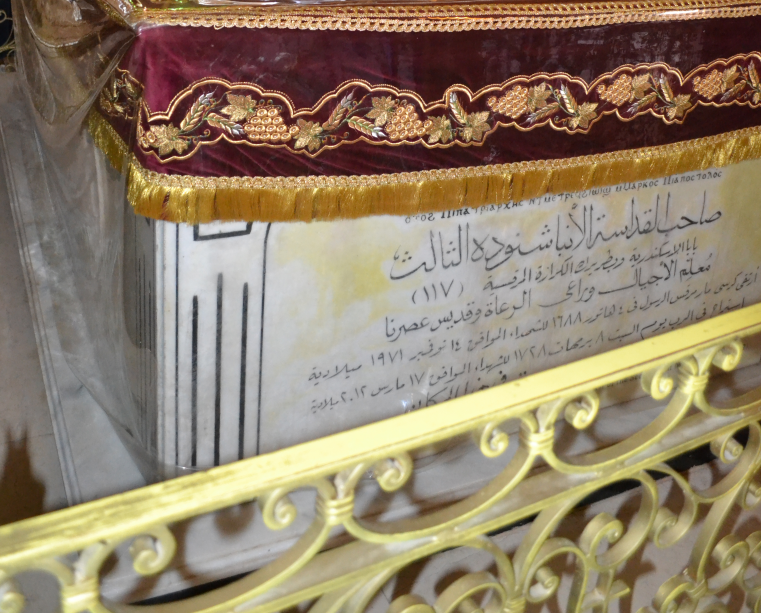
Tombeau du Chénouda III à Ouadi Natroun.

Il meurt le 17 mars 2012 et est enterré, selon sa volonté, dans le monastère de Ouadi Natroun. Ses obsèques se sont tenues au Caire, dans la cathédrale Saint-Marc pleine à craquer de fidèles, de religieux et d'officiels. Le 20 mars, sa dépouille quitte la cathédrale pour être transportée par un hélicoptère vers le monastère Saint-Bishoy à 100 kilomètres au nord-ouest du Caire,.
La nouvelle de sa mort attrista des millions de Coptes à travers le monde. Le Conseil suprême des forces armées décréta à cette occasion une journée de deuil national. Après l'annonce officielle de son décès, de nombreuses personnalités politiques et religieuses ont décidé de lui faire une dernière révérence,. Comme pour lui dire un dernier merci, les médias égyptiens et la presse internationale sont revenus sur son parcours et ont rendu hommage à celui qu'ils appelaient le « maître des générations » et l'« ami des multitudes »,.

## Positions théologiques
Il a exprimé son désaccord avec la doctrine du subsistit in, issue du concile Vatican II.
Se prononçant pour l'unité des Chrétiens, par-delà les différentes Églises, il rend visite au pape Paul VI en 1973. Il était alors le premier pape copte à visiter le Vatican depuis 1 500 ans mais il a rapidement pris peur que l'œcuménisme puisse troubler ses fidèles et qu’ils n’accorderaient plus de valeur à leur appartenance confessionnelle. C’est pourquoi il ne voulait entretenir aucune relation avec l’Église catholique locale. La question de la reconnaissance du baptême catholique pesait particulièrement sur les relations entre les deux Églises en Égypte.

En 1976, lorsque le patriarche d'Éthiopie, Abuna Theophilos (en), fut arrêté par le gouvernement éthiopien puis exécuté, Chenouda III refusa de reconnaître le successeur nommé par les autorités marxistes du pays ; la rupture avec l'Église éthiopienne dura plus de trente ans.

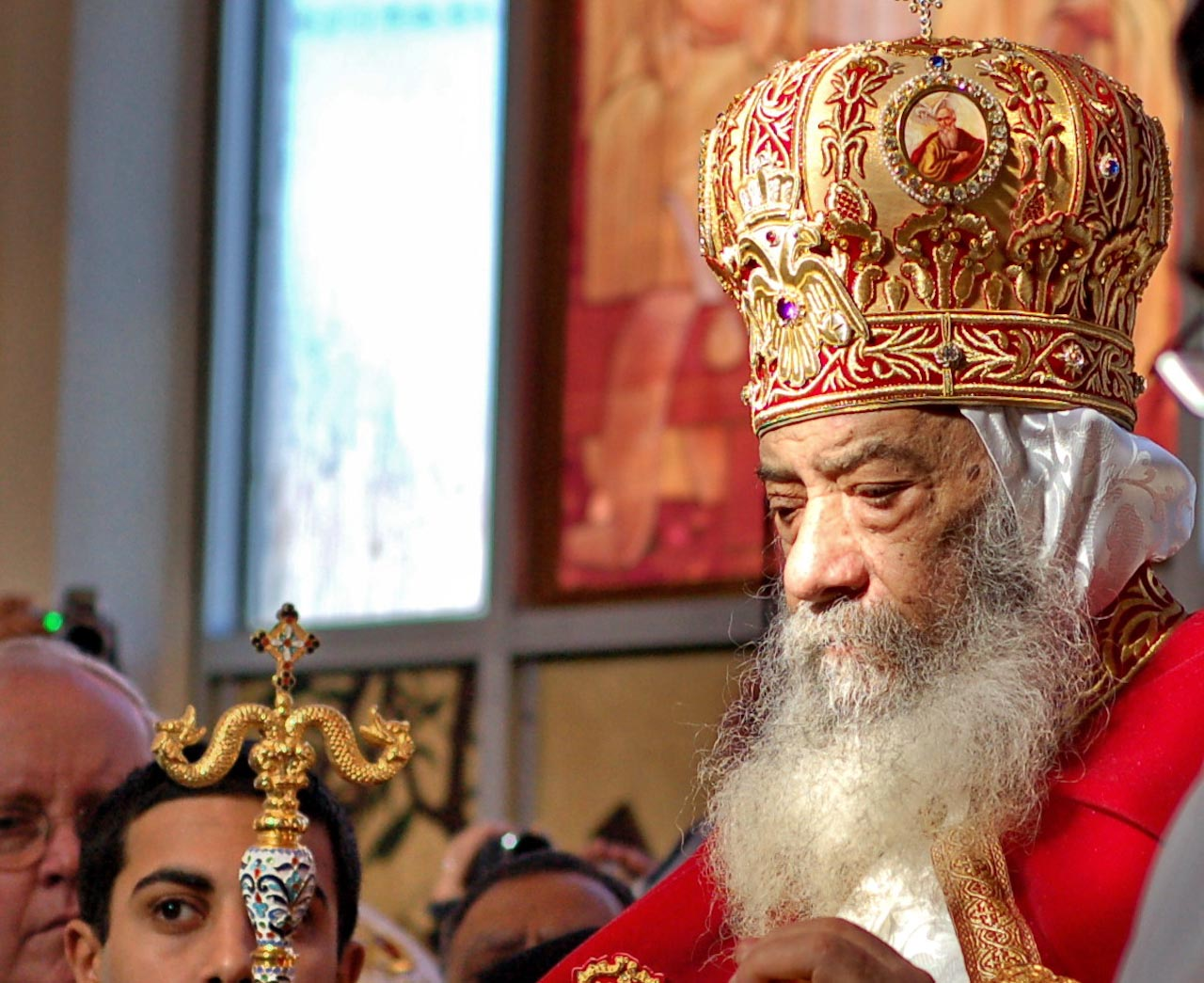
Chénouda III célébrant une messe copte.

Depuis son élection, il entame un travail de dialogue pour resserrer les liens entre les Églises orthodoxes. Pour cette raison, il invite à plusieurs reprises le patriarche de l'Église orthodoxe de Constantinople et les chefs des autres Églises, afin d'envoyer au monde un message d'unité. Il poursuit également le rapprochement avec les autres Églises dont l'Église catholique romaine. En 2000, il reçoit, chez lui dans la cathédrale Saint-Marc du Caire, le pape Jean-Paul II. Dans le même esprit, il amorce avec l'islam un dialogue interreligieux,.

## Positions politiques
Ardemment propalestinien, il s'oppose aux traités de paix israélo-égyptiens, interdisant aux coptes de se rendre à la Terre sainte, contrôlée par l'État hébreu. En 1981, après avoir dénoncé la passivité de l'État égyptien lors de violences antichrétiennes, il est déposé et assigné à résidence par Anouar el-Sadate. Réhabilité quatre ans plus tard par Hosni Moubarak, il cesse alors de se confronter au pouvoir égyptien, accordant au raïs un soutien sans faille.
Dénonçant avec vigueur les discriminations dont sa communauté est victime, il adhère souvent à l'idéal de l’unité nationale. C’est d’ailleurs principalement au nom de cette unité qu'il exige la fin des pratiques discriminatoires concernant ses ouailles.
Durant le règne de Moubarak, il introduit un précédent dans l’histoire des relations entre l’Église copte et le pouvoir, parfois orageuses mais le plus souvent marquées par une allégeance implicite. Il profite néanmoins du climat de la liberté médiatique pour déclarer publiquement l'obligation d'une amélioration du statut juridique des coptes.

Pendant les événements qui ont abouti à la démission du président Hosni Moubarak, il avait ordonné à ses fidèles de ne pas participer aux manifestations. Après la révolution égyptienne de 2011, non seulement il prend position lors des débats sur la nature du pouvoir à installer, mais surtout il s’expose à devoir expliciter la représentation du rôle de l’Église en politique. 

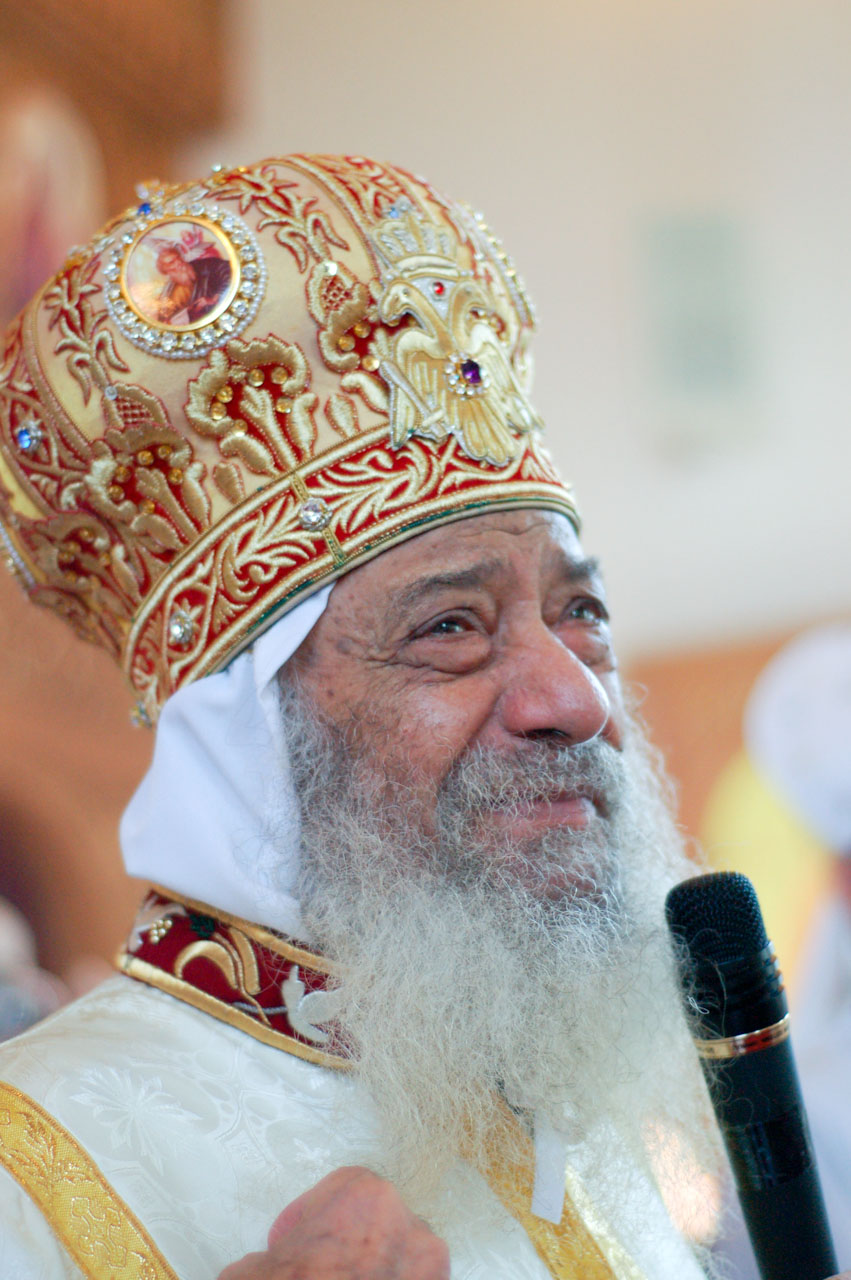
Chénouda III lors d'une cérémonie de consécration d'une église copte à New York.

## Œuvres
La plupart de ses ouvrages sont publiés en arabe et en copte, puis ils sont totalement ou partiellement traduits en anglais, français, grec et russe. 
- Contemplations sur le Sermon sur la montagne
- La nature du Christ
- L'accord christologique avec l'Église catholique
- La déclaration commune avec l'Église romaine
- La théologie comparative
- Dix concepts de base de l'Église copte
- La fidélité, le sérieux et la minutie
- De la fidélité dans les petites choses
- La famille dans la Bible
- La vie monastique
- La vie d'Antoine le Grand
- Fils de David, fils d'Abraham
- Le retour de Dieu
- Les trois personnes qu’Abraham reçut
- Les femmes célèbres dans la Bible et l’Histoire
- Homosexualité et l'ordination des femmes
- Une alliance entre Dieu et l’homme
- La fête de l'annonciation
- La Transfiguration
- La sainte Vierge
- Pierre et Paul : piliers de l'Église
- Spiritualité des fêtes
- Méditations autour de la fête de l'ascension
- Méditations autour du prophète Jonas
- Contemplations autour de la Résurrection
- Sens de la Résurrection
- La prière du troisième jour
- Le Christ avant l'âge de trente ans
- La tentation sur la montagne
- Paroles spirituelles bénéfiques
- Caractéristiques de la voie spirituelle
- Histoire de l'Église copte
- Les patriarches de l'Église copte
- La politique de l'Église copte dans les pays de la diaspora
- À propos des martyrs coptes
- N'hésitez pas entre deux voies
- L'élan de l’Esprit
- Autour de l'épiphanie
- Le calme : réflexions philosophiques et théologiques
- Autour du Noël
- La sagesse et le discernement
- De la pénitence
- La vie dans l’espérance
- La guerre diabolique
- Foi et vie
- Solitaire : réflexions monastiques
- Caractéristiques du chemin spirituel
- Au service de la communauté
- La libération de l'esprit
- Sermons
- Poèmes
- La voix d'un Père du désert (entretien avec Rachel et Alphonse Goettmann)